# Raduga Ch-15
Ch-15 (NATO-rapporteringsnamn AS-16 Kickback) är en kärnvapenrobot utvecklad i Sovjetunionen i början av 1980-talet för att ersätta de äldre och tyngre robotarna Ch-22 och KSR-5 med en robot med fast bränsle. Ch-15 har stora likheter med den amerikanska roboten AGM-69 SRAM.

## Konstruktion
Under 1970-talet hade luftvärnssystemen utvecklats så mycket att det hade blivit mycket svårt för bombflygplan att tränga in över fientligt territorium utan att bli nedskjutet. Planen var därför att bombflygplanen förutom tunga kryssningsrobotar som Meteorit även skulle bära med sig mindre och snabbare robotar som kunde slå ut de radarstationer och luftvärnsbatterier som utgjorde ett hot.
Både för att kunna tränga igenom fientligt luftförsvar och för att kunna sättas in snabbt mot upptäckta hot behövde roboten vara mycket snabb. Ch-15 avfyras i ballistisk bana och sluthastigheten på uppemot mach 5 gör den till ett av världens snabbaste flygburna robotvapen. För att tåla de extrema påfrestningarna är roboten tillverkad i titan och rostfritt stål, dessutom har roboten värmeisolering på insidan för att skydda navigeringssystemet och kärnladdningen från den hetta som uppstår genom friktion mot den omgivande luften.
Ursprungligen gjordes även noskonen i titan vilket omöjliggjorde någon form av målsökare, roboten styrdes därför enbart med hjälp av tröghetsnavigering. Även om man lyckades tillverka en noskon i kompositmaterial som tålde värmen så hade den inte samma utvidgningskoefficient som metallen i resten av roboten, vilket gjorde att den lossnade i flykten när roboten blev varm. I början av 1990-talet lyckades man till sist konstruera en noskon i komposit med lämplig utvidgningskoefficient, vilket ledde fram till varianterna Ch-15P och Ch-15S. Den signalsökade versionen CH-15P lades ner av politiska skäl, men sjömålsversionen togs i tjänst 1993.
Ch-15 bärs i likhet med AGM-69 SRAM normalt på en revolverlavett med sex robotar internt i bombutrymmet. Tu-22M kan bära en sådan revolverlavett plus ytterligare fyra robotar på vapenbalkar under vingarna. Tu-160 kan bära fyra MKU-6 robotlavetter för totalt 24 robotar. Även Tu-95MS, Su-24 och Su-27 påstås kunna bära Ch-15.

## Historia
Provskjutningar från Tu-22M genomfördes i början av 1980-talet och Ch-15 togs officiellt i tjänst 1988, men då hade roboten redan varit tilldelade förband med Tu-160 i ett par år. När problemen med noskonen blivit lösta lanserades varianterna Ch-15P 1991 och Ch-15S 1993.

## Varianter
- Ch-15 – Ursprunglig version med kärnladdning och tröghetsnavigering.
- Ch-15P – Signalsökande robot med splitterladdning.
- Ch-15S – Sjömålsrobot med radarmålsökare och splitterladdning.